# Ishac Diwan
Pour les articles homonymes, voir Diwan.
 (juin 2022).
La mise en forme du texte ne suit pas les recommandations de Wikipédia : il faut le « wikifier ».
Les points d'amélioration suivants sont les cas les plus fréquents. Le détail des points à revoir est peut-être précisé sur la page de discussion.
- Les titres sont pré-formatés par le logiciel. Ils ne sont ni en capitales, ni en gras.
- Le texte ne doit pas être écrit en capitales (les noms de famille non plus), ni en gras, ni en italique, ni en « petit »…
- Le gras n'est utilisé que pour surligner le titre de l'article dans l'introduction, une seule fois.
- L'italique est rarement utilisé : mots en langue étrangère, titres d'œuvres, noms de bateaux, etc.
- Les citations ne sont pas en italique mais en corps de texte normal. Elles sont entourées par des guillemets français : « et ».
- Les listes à puces sont à éviter, des paragraphes rédigés étant largement préférés. Les tableaux sont à réserver à la présentation de données structurées (résultats, etc.).
- Les appels de note de bas de page (petits chiffres en exposant, introduits par l'outil «  Source ») sont à placer entre la fin de phrase et le point final[comme ça].
- Les liens internes (vers d'autres articles de Wikipédia) sont à choisir avec parcimonie. Créez des liens vers des articles approfondissant le sujet. Les termes génériques sans rapport avec le sujet sont à éviter, ainsi que les répétitions de liens vers un même terme.
- Les liens externes sont à placer uniquement dans une section « Liens externes », à la fin de l'article. Ces liens sont à choisir avec parcimonie suivant les règles définies. Si un lien sert de source à l'article, son insertion dans le texte est à faire par les notes de bas de page.
- La présentation des références doit suivre les conventions bibliographiques. Il est recommandé d'utiliser les modèles {{Ouvrage}}, {{Chapitre}}, {{Article}}, {{Lien web}} et/ou {{Bibliographie}}. Le mode d'édition visuel peut mettre en forme automatiquement les références.
- Insérer une infobox (cadre d'informations à droite) n'est pas obligatoire pour parachever la mise en page.

Pour une aide détaillée, merci de consulter Aide:Wikification.
Si vous pensez que ces points ont été résolus, vous pouvez retirer ce bandeau et améliorer la mise en forme d'un autre article.
Ishac Diwan (né en 1957 à Beyrouth, Liban ) est un économiste. Il enseigne l'économie à l'École normale supérieure et est directeur de recherche dans un nouveau centre qu'il a cofondé avec l'économiste Daniel Cohen appelé Finance for Development Lab situé au CEPREMAP.

## Biographie

### Études
Diwan obtient un Diplôme d'études universitaires générales en mathématiques de l'Université de Paris -XII en 1977, une licence en sciences économiques et sociales de l'Université de Montréal en 1979 et un doctorat (PhD) en économie et finance de l'Université de Californie à Berkeley en 1985 sous la direction du prix Nobel d'économie Gérard Debreu. L'un de ses professeurs à Berkeley était également le lauréat du prix Nobel d'économie 2011 Joseph Eugene Stiglitz.

### Carrière
Diwan a été professeur d'économie financière à la Stern Business School de l'université de New York de 1984 à 1989 avant de rejoindre le département d'économie internationale de la Banque mondiale (1988-1992).
Il a été conseiller de l'économiste en chef de la région du Moyen-Orient et de l'Afrique du Nord à la Banque mondiale en 1992 et puis directeur adjoint (1994‐95) du Rapport sur le développement dans le monde : les travailleurs dans un monde en voie de mondialisation . Il a été économiste pour la Cisjordanie et Gaza en 1993‐94, puis économiste principal (1995‐96) à l'Institut de la Banque mondiale. Il devient ensuite directeur du groupe de politique économique pour la réduction de la pauvreté de la Banque mondiale de 1996 à 2002.
En 2002 il est nommé directeur de la Banque mondiale pour l'Éthiopie et le Soudan un poste qu'il conserve jusqu'en 2007, puis devient directeur de la Banque mondiale pour le Ghana, le Libéria, la Sierra Leone, le Burkina Faso et la Guinée de 2007 à 2011,,.
En tant que directeur pays de la Banque mondiale, il dirigea plusieurs initiatives ambitieuses, telles que le programme de filet de sécurité productif (PSNP) de l'Éthiopie, le programme de protection des services de base de l'Éthiopie  et, en Afrique de l'Ouest, des initiatives visant à soutenir l'agriculture commerciale, le développement des ressources naturelles., et des emplois pour les jeunes.
Il a enseigné la politique publique à la Harvard Kennedy School et a été directeur pour l'Afrique et le Moyen-Orient au Growth Lab du Center for International Development de l'Université de Harvard de 2011 à 2014  . Il a également enseigné à la School of International and Public Affairs de l'Université de Columbia de 2017 à 2018, et a été titulaire de la chaire de socio-économie du monde arabe à l'Université Paris Sciences et Lettres (PSL).
Diwan a travaillé sur la prévention des conflits et sur la construction de l'État dans plusieurs pays déchirés par la guerre, notamment la Palestine, le Soudan, le Libéria, la Sierra Leone, le Yémen et la Guinée et a participé à l' Accord de paix global sur le Soudan, aux négociations de paix au Darfour et aux accords d'Oslo.
Il a aidé à fonder le Forum de recherche économique (Economic Research Forum), le principal réseau d'économistes au Moyen-Orient  et d'un forum de politique régionale, le Forum de développement méditerranéen  .

## Ouvrages
Diwan a publié de nombreux articles sur la dette, l'économie du développement et la finance internationale ainsi que sur le clientélisme et l'économie politique de la région du Moyen-Orient et de l'Afrique du Nord. Certaines de ses publications incluent:
- Crony Capitalism in the Middle East: Business and Politics from Liberalization to the Arab Spring. Oxford: University Press, 2019. (co-édité avec Adeel Malik et Izak Atiyas)
- The Middle East Economies in Times of Transition. Houndmills, Basingstoke, Hampshire ; NewYork, NY: Palgrave Macmillan, 2016. (co-édité avec Ahmed Galal)
- A Political Economy of the Middle East. Fourth edition. Boulder, CO: Westview Press, a member of the Perseus Books Group, 2015. (co-écrit avec Melani Cammett, Alan Richards et John Waterbury)
- A Political Economy of the Middle East. Third edition. Boulder, CO: Westview Press, a member of the Perseus Books Group, 2015. (co-écrit avec Melani Cammett, Alan Richards et John Waterbu)
- Understanding the Political Economy of the Arab Uprisings. Singapore ; New Jersey: World Scientific, 2014.
- Will Arab Workers Prosper or Be Left out in the Twenty-First Century? Regional Perspectives on World Development Report. Washington, D.C.: World Bank, 1995.
- Development under Adversity:The Palestinian Economy in Transition. Washington, DC: World Bank, 1999. (co-édité avec Raḍwān ʻAlī Shaʻbān)
- Dealing with the Debt Crisis. A World Bank Symposium. Washington, DC: The World Bank, 1989. (co-écrit avec Ishrat Husain)